# 11190 Jennibell
A 11190 Jennibell (ideiglenes jelöléssel 1998 RM52) a Naprendszer kisbolygóövében található aszteroida. A LINEAR projekt keretében fedezték fel 1998. szeptember 14-én.